# Golden Cap
El Golden Cap (en español, gorro dorado) es un afloramiento rocoso que forma una colina y un acantilado situado en la cordillera South Dorset Downs, en la costa de Inglaterra entre Bridport y Charmouth, en el condado de Dorset. Sus acantilados forman el punto más alto de la costa sur de Gran Bretaña. Su nombre proviene de sus característicos salientes de roca dorada cerca de la cima de la colina.
La colina es propiedad de la Fundación Nacional para Lugares de Interés Histórico o Belleza Natural y forma parte de la Costa Jurásica, declarada Patrimonio de la Humanidad por la Unesco. La Jurassic Coast ocupa 155 km de longitud
desde su extremo oeste en Orcombe Point cerca de Exmouth, hasta su extremo este en Old Harry Rocks en la Isla de Purbeck.

La Golden Cap se alza 191 metros sobre el nivel del mar y es visible a decenas de kilómetros a lo largo de la costa. Es posible acceder a su cima por un camino pedestre desde Seatown, tomando unos 40 minutos en total. Tras la colina se encuentra el Bosque de Langdon (Langdon Wood), un pequeño bosque de pino  salgareño plantado en la década de 1950. El bosque también es propiedad de la Fundación Nacional, y contiene un corto paseo circular.

## Importancia en Paleontología

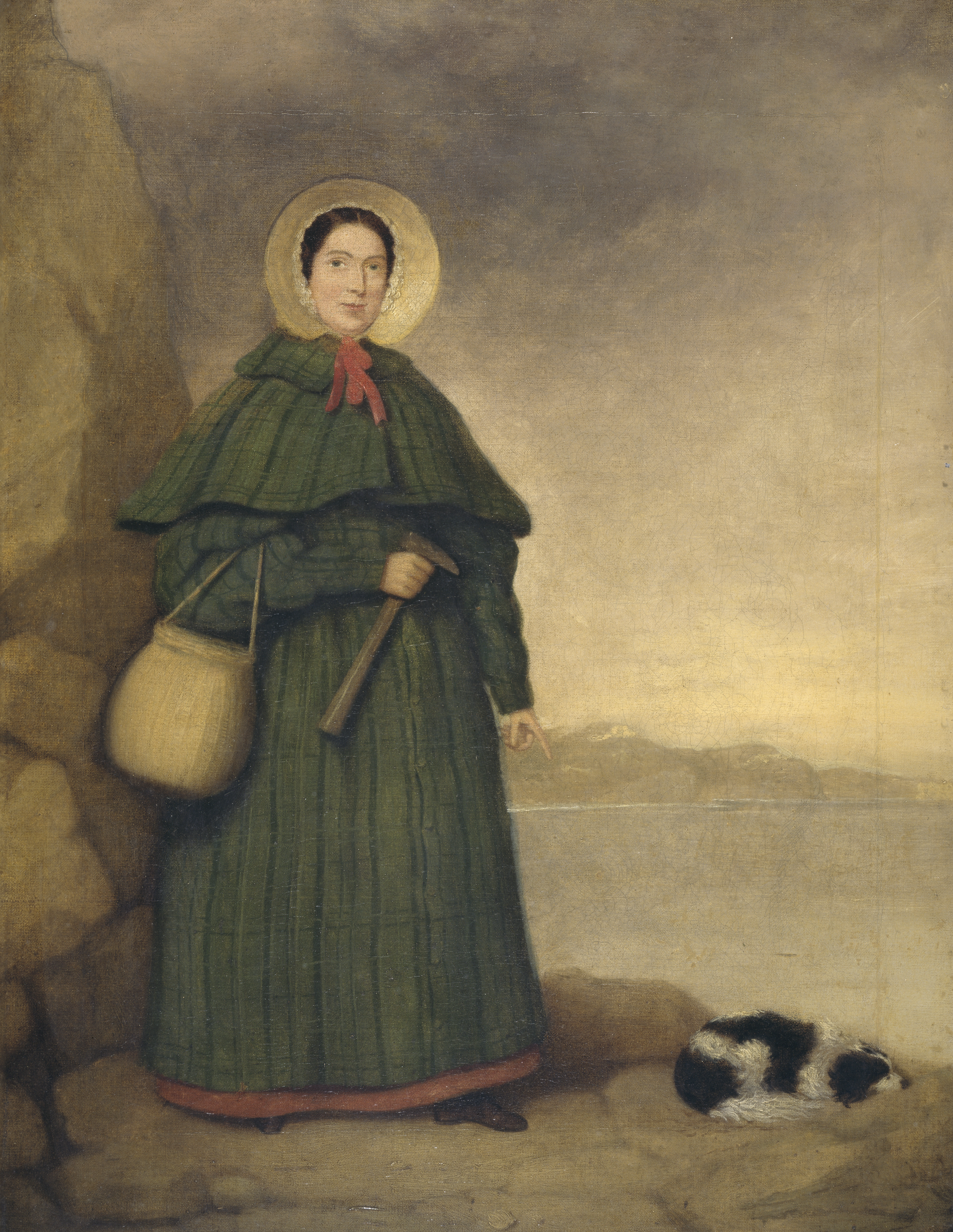
Retrato de Mary Anning. Puede observarse el afloramiento Golden Cap al fondo.

Las paredes de la costa contienen una secuencia continua de formaciones rocosas del Triásico, Jurásico y Cretácico, abarcando unos 185 millones de años de la historia terrestre, y contiene varios yacimientos fósiles importantes.
La base del acantilado esta cubierta de grandes bloques de roca, y es popular entre los coleccionistas de fósiles, puesto que las tormentas suelen dejar expuestos fósiles de ammonites y belemnites en la formación Blue Lias. 
El Charmouth Heritage Coast Centre actúa como un centro de visitantes de la Costa Jurásica e identifica los fósiles hallados en el área. Los caminantes y buscadores de fósiles recorren a pie las playas entre Charmouth y Lyme Regis, pero deben ser precavidos debido a las mareas y a los corrimientos de tierra.
En el siglo XIX, la famosa paleontóloga Mary Anning realizó varios hallazgos de importancia en la zona. Su trabajo contribuyó a que se dieran cambios fundamentales en la manera de entender la vida prehistórica y la historia de la Tierra. La imagen más conocida de Mary es una pintura expuesta en el museo de historia natural de Londres, donde puede observarse el afloramiento Golden Gap al fondo.